# Dragon Days
Die Dragon Days sind ein jährliches Fantastikfestival in der Region Stuttgart, Baden-Württemberg, welches sich auf fantastische Inhalte in verschiedenen Medientypen spezialisiert. Als transmediales Festival verknüpfen die Dragon Days daher unterschiedliche Medien wie Computerspiele, Literatur, Kunst, Comic und Film in interaktiven Veranstaltungen. Es ist für Fachleute sowie breites Publikum angelegt. Seit 2013 wird außerdem der schwäbische Lindwurm, der Preis für herausragende Leistungen für die Fantastik, an ausgewählte Vertreter der kreativen Fantastik verliehen.

## Festival Credo
Die Dragon Days distanzieren sich absichtlich vom Begriff Fantasy, um Vorurteilen aus dem Weg zu gehen. ‚Fantastik‘ beinhaltet neben dem Fantasy Genre noch Horror und Science Fiction, und lässt sich daher auf ein breiteres Spektrum von Inhalten anwenden.
Ziel der Dragon Days ist es, laut Festivalleiter und Kurator Tobias Wengert, qualitative Inhalte zu bieten, anstatt nur große Namen nach Stuttgart zu holen, "Wir sind weniger Kommerz und mehr Inhalt". Dieser Anspruch wird durch die journalistische Außenwahrnehmung bekräftigt: "Während Fantastik quer durch die Medien an ökonomischer Bedeutung stetig zunimmt, arbeiten die Dragon Days am Erhalt der Barrierefreiheit zwischen Konsumenten, Kreativen und Managern."

## Der Schwäbische Lindwurm (Preis)
Der 'Schwäbische Lindwurm' ist der undotierte Preis der Dragon Days, der jährlich an besondere Leistungen in der Fantastik vergeben wird. Die Namensgebung des Preises (und auch die Inspiration für den 'Lindwurm'-Character im Trailer) geht zurück auf den Dinosaurier Plateosaurus, dessen Fossilien häufig in Baden-Württemberg gefunden werden und darum auch den Kosenamen ‚schwäbischer Lindwurm‘ erhalten hat. Für die Preisstatue wurde das Modell der digitalen Figur als Vorlage verwendet.
Der jährliche Preis ist ein Unikat. Für jede Preisverleihung wird ein einzelner Drache mit der komplizierten Gussmethode Verlorene Form hergestellt, welche nur ein einziges Mal benutzt werden kann.

### Preisträger
| Jahr | Preisträger            | Laudator            |
| ---- | ---------------------- | ------------------- |
| 2013 | Tad Williams           | Walter Adler        |
| 2014 | Augsburger Puppenkiste | Thomas Klingenmaier |
| 2015 | Joe Abercrombie        | Alex Jahnke         |
| 2016 | Alan Lee               | Tobias M. Eckrich   |

Seit 2013 haben die Dragon Days einen eigenen Festival-Trailer, welcher den schwäbischen Lindwurm in animierter Version zeigt.
Grundlage hierfür bildete die studentische Arbeit "Lindwurm" aus dem Jahr 2012 der Filmakademie Baden-Württemberg: Ursprünglich produziert im Auftrag für das ITFS 2012, zeigt der Trailer einen kleinen Drachen, der nach Pfortenschluss durch ein Sauriermuseum jagt. Der Trailer wurde im Staatlichen Museum für Naturkunde in Stuttgart gedreht, woraufhin anschließend der Drache als CGI-Figur animiert und in die Realaufnahmen eingefügt wurde. Für die Regie und die CG-Animation des Drachen war der damalige Student Andreas Feix verantwortlich.

## Geschichte und Organisation
Die Dragon Days wurden das erste Mal 2012 abgehalten. Kurator Tobias Wengert (filmexpo.de) erstellte das Konzept in Zusammenarbeit mit dem Literaturhaus Stuttgart. In den folgenden Jahren breitete sich das Festival von diesem ersten Veranstaltungsort über die ganze Stadt aus.
| Jahr | Veranstalter            | Kurator        | Veranstaltungsort |
| ---- | ----------------------- | -------------- | --- |
| 2012 | Literaturhaus Stuttgart | Tobias Wengert | Literaturhaus Stuttgart |
| 2013 | Literaturhaus Stuttgart | Tobias Wengert | Literaturhaus Stuttgart, Stadtbibliothek Stuttgart, Museum am Löwentor, Buchhandlung Hugendubel (Stuttgart), Wilhelmspalais, Innenstadtkinos Stuttgart                       |
| 2014 | Literaturhaus Stuttgart | Tobias Wengert | Literaturhaus Stuttgart, Linden-Museum, Stadtbibliothek Stuttgart, Museum am Löwentor, Buchhandlung Hugendubel (Stuttgart)                                                   |
| 2015 | filmexpo.de             | Tobias Wengert | Literaturhaus Stuttgart, Buchhandlung Osiander (Filialen Gerber, Milaneo und Nadlerstraße), Stadtbibliothek Stuttgart, Museum am Löwentör, Linden-Museum, Metropol Stuttgart |
| 2016 | filmexpo.de             | Tobias Wengert | Stadtbibliothek Stuttgart, Linden-Museum, Buchhandlung Wittwer, Turmforum, Liederhalle, Kulturzentrum Merlin, Museum am Löwentor, Innenstadtkinos Stuttgart, Theaterschiff   |

## Programm

### 2012
| Datum         | Programmpunkt                       | Gast                                                       | Eventart                         | Ort                     | Fokusmedium                      |
| ------------- | ----------------------------------- | ---------------------------------------------------------- | -------------------------------- | ----------------------- | -------------------------------- |
| 05.07.        | Der Hobbit                          | Michael Klett, Denis Scheck, unexpected, Andreas Fröhlich  | Lesung und Gespräch              | Literaturhaus Stuttgart | Literatur, visual effects        |
| 06.07.        | Steam Noir                          | Felix Mertikat                                             | Comic Workshop                   | Literaturhaus Stuttgart | Comic                            |
|               | V wie Vendetta                      | Constantin Schnell                                         | Präsentation                     | Literaturhaus Stuttgart | Film und Comic                   |
|               | Hyddenworld                         | William Horwood, Denis Scheck, Kemane Bâ                   | Gespräch, Lesung, livezeichnen   | Literaturhaus Stuttgart | Literatur, Bildende Kunst        |
|               | Drachenkindernacht                  |                                                            | Übernachtung in der Buchhandlung | Buchhandlung Hugendubel |                                  |
| 07.07.        | Die Schattenträumerin               | Janine Wilk                                                | Lesung                           | Literaturhaus Stuttgart | Jugendliteratur                  |
|               | Storywelten                         | Zeitland                                                   | Präsentation                     | Literaturhaus Stuttgart | transmedia                       |
|               | Mobile- vom Film zum Buch           | Verena Fels                                                | Gespräch, screening              | Literaturhaus Stuttgart | Trickfilm, Literatur             |
|               | The Inner World                     | Studio Fizbin                                              | Gespräch, Präsentation           | Literaturhaus Stuttgart | Games, Brettspiele, Zeichentrick |
|               | Der letzte Schattenschnitzer        | Christian von Aster                                        | Lesung                           | Literaturhaus Stuttgart | Literatur                        |
|               | Create Dystopia                     | Minotaurus Project                                         |                                  | Literaturhaus Stuttgart | user generated cinema, Film      |
|               | Das Lied von Eis und Feuer          | Tom Wlaschiha, Pixomondo, Denis Scheck                     | Lesung, Gespräch, Präsentation   | Literaturhaus Stuttgart | Literatur, visual effects        |
| 08.07.        | Das Grüffelokind- vom Buch zum Film | Torben Meier, Constantin Schnell                           | Gespräch, Präsentation           | Literaturhaus Stuttgart | Jugendliteratur, Animationsfilm  |
|               | Zweilicht                           | Nina Blazon, Constantin Schnell                            | Lesung, Gespräch                 | Literaturhaus Stuttgart | Jugendliteratur                  |
|               | Magierdämmerung                     | Bernd Perplies                                             | Lesung                           | Literaturhaus Stuttgart | Literatur                        |
|               | Steam Noir                          | Felix Mertikat, Verena Klinke                              | Gespräch, Präsentation           | Literaturhaus Stuttgart | Comic                            |
|               | Steampunk Panel                     | Felix Mertikat, Verena Klinke, Bernd Perplies, Alex Jahnke | Diskussionspanel                 | Literaturhaus Stuttgart | Crossmedia                       |
| 05.07.–19.09. | Die Kunst des Hobbits               |                                                            | Ausstellung                      | Literaturhaus Stuttgart | Literatur, Bildende Kunst        |

### 2013
| Datum  | Programmpunkt                                | Gast | Eventart                               | Ort                                 | Fokusmedien                                  |
| ------ | -------------------------------------------- | --- | -------------------------------------- | ----------------------------------- | -------------------------------------------- |
| 11.07. | Preisverleihung                              | Tad Williams, Benjamin Rudolph, Walter Adler, Katharina Spiering, Thomas Klingenmaier                            | Preisverleihung                        | Literaturhaus Stuttgart             | Literatur, Hörspiel, virtual reality         |
| 12.07. | Mode im Comic                                | Felix Mertikat                                                                                                   | Workshop                               | Stadtbibliothek Stuttgart           | Comic                                        |
|        | Tom                                          | Andreas Hykade                                                                                                   | Kinder Workshop                        | Literaturhaus Stuttgart             | Film, Comic                                  |
|        | Schwerpunkt Vampire und Magie                | Victoria Frances                                                                                                 | Gespräch und Livezeichnen              | Literaturhaus Stuttgart             | Bildende Kunst, Literatur                    |
|        | Der Staub der Ahnen                          | Felix Pestemer, Maike Sander                                                                                     | Vortrag, Ausstellung, Making-of        | Literaturhaus Stuttgart             | Comic, Sepulkralkultur                       |
|        | Game of Thrones, Das Lied von Eis und Feuer  | Pixomondo, Reinhard Kuhnert                                                                                      | Lesung, Präsentation                   | Museum am Löwentor                  | Literatur, Hörspiel, TV, visual effects      |
|        | Die dunklen Gassen des Himmels               | Tad Williams | Lesung                                 | Buchhandlung Hugendubel (Stuttgart) | Literatur                                    |
| 13.07. | Der Schwäbische Lindwurm                     | Heiko Volz, Volker Lang, Dr. Ursula Lauxmann, Andreas Feix                                                       | Lesung, Vortrag, Making-of             | Literaturhaus Stuttgart             | Literatur, Film                              |
|        | Steam Noir Revolution                        | Daniel Danzer | Vortrag                                | Literaturhaus Stuttgart             | Kartenspiel, Comic                           |
|        | Das Kosmophon                                | Stefan Heilemann (Fotografik), Oliver Palotai (Ton), Sylvia "Shia" Springorum (Malerei), Björn Springorum (Text) | Szenische Lesung, Vortrag              | Literaturhaus Stuttgart             | Literatur, Schauspiel, Bildende Kunst, Musik |
|        | Wormworld Saga                               | Daniel Lieske | Vortrag                                | Literaturhaus Stuttgart             | Web-Comic                                    |
|        | Wahre Märchen                                | Annie Bertram, Björn Springorum, Christian von Aster                                                             | Lesung, Präsentation                   | Literaturhaus Stuttgart             | Literatur, Photographie                      |
|        | GorillaDelphia                               | Timo Mrazek | Vortrag, Lesung                        | Literaturhaus Stuttgart             | Literatur                                    |
|        | Das Licht hinter den Wolken                  | Oliver Plaschka, Thomas Klingenmaier                                                                             | Lesung und Gespräch                    | Literaturhaus Stuttgart             | Literatur                                    |
|        | Steam Noir                                   | Felix Mertikat, Verena Klinke, Redcat7, Hermann Ritter                                                           | Gespräch, Modeschau                    | Wilhelmspalais                      | Comic, Mode                                  |
|        | Hugendubel Buffy – Im Bann der Dämonen Nacht | Claudia Kern, Constantin Schnell                                                                                 | Paneldiskussion, Serienscreening       | Innenstadtkinos Stuttgart           | TV-Serie, Comic                              |
| 14.07. | Schreibworkshop                              | Nina Blazon | Workshop                               | Literaturhaus Stuttgart             | Literatur                                    |
|        | Wormwold Saga                                | Daniel Lieske | Live speedpainting                     | Literaturhaus Stuttgart             | Bildende Kunst, Literatur                    |
|        | Äffle und Pferdle                            | Heiko Volz, Volker Helzle                                                                                        | Lesung                                 | Literaturhaus Stuttgart             | TV, Internet, Literatur                      |
|        | Vom Buch zum Verlag                          | Natalja Schmidt & Julia Abrahams                                                                                 | Vortrag                                | Literaturhaus Stuttgart             | Literatur                                    |
|        | Herbstbringer                                | Björn Springorum                                                                                                 | Lesung                                 | Hoppenlaufriedhof                   | Literatur                                    |
|        | Halo (Computerspielreihe)                    | Polynoid, Claudia Kern, Constantin Schnell, Christian von Aster                                                  | Lesung, Diskussionspanel, Präsentation | Literaturhaus Stuttgart             | Games, Literatur                             |

### 2014
| Datum  | Programmpunkt                                | Gäste | Eventart                                                         | Ort                                 | Fokusmedium                                |
| ------ | -------------------------------------------- | --- | ---------------------------------------------------------------- | ----------------------------------- | ------------------------------------------ |
| 04.06. | Workshop für Transmedia-Entwickler           | Tad Williams | Workshop                                                         | Literaturhaus Stuttgart             | Transmedia                                 |
| 05.06. | Preisverleihung                              | Klaus Marschall (Augsburger Puppenkiste)                                                                               | Preisverleihung mit Lesung, Gespräch                             | Literaturhaus Stuttgart             | Puppentheater, Film, Literatur             |
|        | Happy Hour in Hell                           | Tad Williams | Lesung                                                           | Buchhandlung Hugendubel (Stuttgart) | Literatur                                  |
|        | Robo-Wireframes                              | Unexpected | Ausstellung                                                      | Stadtbibliothek Stuttgart           | visual effects                             |
| 06.06. | Dichtergrimm                                 | Christian von Aster | Lesung                                                           | Literaturhaus Stuttgart             | Literatur                                  |
|        | Der Thron von Melengar (Michael J. Sullivan) | Christian von Aster (liest)                                                                                            | Lesung                                                           | Literaturhaus Stuttgart             | Literatur                                  |
|        | Roboter im Comic                             | Felix Mertikat | Workshop                                                         | Stadtbibliothek Stuttgart           | Comic                                      |
|        | Roboter bauen für Kinder                     | Tinkertank | Workshop                                                         | Buchhandlung Hugendubel (Stuttgart) | Technik                                    |
|        | Asimovs Robotergesetze: Pantomime            | Bastian & PAN | Performance                                                      | Literaturhaus Stuttgart             | Pantomimenkunst                            |
|        | H.P. Lovecraft                               | Götz Schneyder (Sprecher), Erik Kriek (Zeichner), Jan Christoph Steines (Spiele), StudioFizbin (Games), Huan Vu (Film) | Lesung, Live-Zeichnen, Expertengespräch, Präsentation, Making-of | Museum am Löwentor                  | Literatur, Comic, Rollenspiel, Film, Games |
| 07.06. | Zombie-Zeichenallee                          | Jorge Miguel, Stefan Dinter, Erik Kriek                                                                                | Sketching                                                        | Literaturhaus Stuttgart             | Comic                                      |
|        | Shift!                                       | Marcel Durer | Präsentation                                                     | Literaturhaus Stuttgart             | Transmedia                                 |
|        | Drachenworkshop für Kinder                   | Derek Roczen | Workshop                                                         | Innenstadtkinos                     | Comic                                      |
|        | Dystopia                                     | | Präsentation                                                     | Literaturhaus Stuttgart             | User Generated Cinema                      |
|        | Die Toten                                    | Stefan Dinter | Making-of                                                        | Literaturhaus Stuttgart             | Comic                                      |
|        | Five Minutes                                 | Jonas Kirchner | Präsentation                                                     | Literaturhaus Stuttgart             | transmedia                                 |
|        | Homo Sapiens 404                             | Claudia Kern | Lesung, Gespräch                                                 | Literaturhaus Stuttgart             | Literatur                                  |
|        | Netwars                                      | Filmtank | Präsentation                                                     | Literaturhaus Stuttgart             | transmedia                                 |
|        | Zone One (Colson Whitehead)                  | Christiane Maschajechi (Sprecherin)                                                                                    | Lesung                                                           | Literaturhaus Stuttgart             | Literatur                                  |
|        | Zombie-Zeichnerpanel                         | Jorge Miguel, Erik Kriek, Thomas Klingenmaier (Moderation)                                                             | Künstlergespräch                                                 | Literaturhaus Stuttgart             | Comic                                      |
|        | Star Wars: The Clone Wars                    | Bob Molesworth, Steffen Volkmer (Moderator)                                                                            | Live-Zeichnen, Künstlergespräch                                  | Literaturhaus Stuttgart             | Comic                                      |
|        | Voodoo & Zombies                             | Marcus Stiglegger, Zombie 0711                                                                                         | Vortrag, Präsentation, Film                                      | Linden-Museum Stuttgart             | Film                                       |

### 2015
| Datum  | Programmpunkt                         | Gäste                                                                                             | Eventart                                                          | Ort                                  | Fokusmedium                          |
| ------ | ------------------------------------- | ------------------------------------------------------------------------------------------------- | ----------------------------------------------------------------- | ------------------------------------ | ------------------------------------ |
| 18.06. | Preisverleihung                       | Joe Abercrombie, Alex Jahnke (Laudator), Götz Schneyder (Sprecher), Björn Springorum (Moderation) | Preisverleihung mit Lesung, Künstlergespräch                      | Literaturhaus Stuttgart              | Literatur                            |
| 19.06. | Steam Noir                            | Felix Mertikat, Verena Klinke                                                                     | Making-of                                                         | Buchhandlung Osiander (Gerber)       | Comic                                |
|        | Klassiker der Stuttgarter Fantastik   | Thomas Klingenmaier                                                                               | Vortrag                                                           | Buchhandlung Osiander (Nadlerstraße) | Literatur                            |
|        | Die Welt von Perry Rhodan             | Michelle Stern, Christoph Anczykowski, Rüdiger Schäfer (Moderator), Bernd Perplies                | Expertengespräch                                                  | Stadtbibliothek Stuttgart            |                                      |
|        | Ork Nacht                             | Michael Peinkofer (Autor), Peter Snejbjerg (Zeichner), Björn Springorum (Moderator)               | Lesung, Live-Zeichnen, Künstlergespräch                           | Museum am Löwentor                   | Comic, Literatur                     |
| 20.06. | Orks Zeichnen                         | Peter Snejbjerg                                                                                   | Comic Workshop                                                    | Stadtbibliothek Stuttgart            | Comic                                |
|        | Star Wars: ethnologische Hintergründe | Dietmar Neitzke                                                                                   | Museumsführung                                                    | Linden-Museum                        |                                      |
|        | Star Wars Nacht                       | Tobias Frisch, Marcus Stiglegger, Andreas Feix, Ingo Römling, Thomas Klingenmaier (Moderator)     | Präsentation, Vortrag, Making-of, Live-Zeichnen, Expertengespräch | Linden-Museum                        | Film, Cosplay, Visual Effects, Comic |
|        | Lehmriese lebt! -Kinderprogramm       | Anke Kuhl                                                                                         | Workshop für Kinder                                               | Stadtbibliothek Stuttgart            | Comic                                |

### 2016
| Datum  | Programmpunkt                           | Gäste | Eventart                                                              | Ort                       | Fokusmedium                                |
| ------ | --------------------------------------- | --- | --------------------------------------------------------------------- | ------------------------- | ------------------------------------------ |
| 27.10. | Frauen in Fantasy                       | Diana Menschig, Verena Klinke, Andrea Bottlinger, Ines Witka                                                                                     | Autorenpanel                                                          | Stadtbibliothek Stuttgart | Literatur                                  |
|        | Festivaleröffnung                       | Kai Meyer | Lesung und Künstlergespräch                                           | Stadtbibliothek Stuttgart | Literatur                                  |
| 28.10. | How to... Cosplay?                      | Rudolf 'Naisho' Arnold | Interaktiver Vortrag                                                  | Stadtbibliothek Stuttgart | Cosplay, Mode                              |
|        | Itadakimasu!                            | Linda-Rabea Heyden, Thomas Hölzel, Alisa Haas, Rudolf „Naisho“ Arnold, Tobias Knoll                                                              | Vortrag, Filmscreening, Cosplaypanel                                  | Linden-Museum Stuttgart   | Manga, Cosplay, Mode, Film                 |
| 29.10. | Crossmedia Lesungen                     | Christian von Aster, Luci van Org, Felix Mertikat                                                                                                | Lesungen, Konzert, Spielepräsentation                                 | Turmforum                 | Literatur, Musik, Spiel                    |
|        | Demon Road                              | Rainer Strecker | Lesung                                                                | Buchhandlung Wittwer      | Literatur                                  |
|        | Star Wars meets Gollum: Preisverleihung | Alan Lee, Andreas Fröhlich, Nikita Gorbunov, Nik Salsflausen, Valerio Moser, Ingo Römling, Artur Fast, Abdel Ameur, 501st Legion German Garrison | Preisverleihung, Präsentation, Poetry Slam, Livezeichenbattle, Lesung | Liederhalle Stuttgart     | Literatur, Illustration, Film, Poetry Slam |
| 30.10. | In the Pines                            | Erik Kriek | Konzert                                                               | Kulturzentrum Merlin      | Musik, Comic                               |
|        | Game of Thrones                         | Erik Kriek, Götz Schneyder, Christian Zilliken (Mackevision)                                                                                     | Lesung, Livezeichnen, VFX-Präsentation                                | Museum am Löwentor        | Literatur, Illustration, VFX, Serie        |
| 31.10. | The Walking Dead                        | Charlie Adlard, Julie Boehm | Livezeichnen, Künstlergespräch, Bodypainting                          | Innenstadtkinos           | Comic, Bodypainting                        |
| 01.11. | Festival-Abschluss                      | Charlie Adlard, Andrea Bottlinger, Björn Springorum, Christoph Rasulis, Ernst-Olliver Wilhelm                                                    | Sketching Session, Lesungen, Präsentationen, Rollenspiel              | Theaterschiff Stuttgart   | Comic, Literatur, Rollenspiel              |

### 2017
| Datum  | Programmpunkt                                     | Gäste | Eventart                                            | Ort                                | Fokusmedium                                               |
| ------ | ------------------------------------------------- | --- | --------------------------------------------------- | ---------------------------------- | --------------------------------------------------------- |
| 17.10  | Nnedi Okorafor                                    | Nnedi Okorafor, Julie Boehm, Barbara Stoll, Anna Boulnois                                                  | Live-Bodypainting, Vortrag, Lesung & Gespräch       | Linden-Museum                      | Literatur, Bodypainting,                                  |
| 18.10. | Superhelden Poetry Slam mit Live-Sketching-Battle | Ingo Römling, Hanna Wenzel, Artur Fast, Lisa Maria Olszakiewiecz, Hank M. Flemming, Nektarios Vlachopoulos | Poetry Slam mit Live-Sketching                      | Kursaal Cannstatt                  | Poetry Slam, Illustration, Comic                          |
| 19.10  | Tad Williams                                      | Tad Williams, Barbara Stoll, Sebastian Barinek                                                             | Lesung, Gespräch, Musikkonzert                      | Stadtbibliothek am Mailänder Platz | Literatur, Musik                                          |
| 20.10  | T.S. Orgel                                        | T.S. Orgel                                                                                                 | Lesung, Gespräch                                    | Buchhaus Wittwer                   | Literatur                                                 |
|        | A. K. Tolstoï: Die Familie des Wurdalak           | Götz Schneyder, Stefan Dinter                                                                              | Lesung, Live-Zeichnen                               | Merlin                             | Literatur, Illustration                                   |
| 21.10  | Superhelden zeichnen                              | Stefan Dinter                                                                                              | Workshop für Kinder                                 | Stadtbibliothek am Mailänder Platz | Comic                                                     |
|        | Preisverleihung Schwäbischer Lindwurm 2017        | Phantastische Bibliothek Wetzlar, Nina Blazon, Felix Mertikat, Detox, Storywing                            | Preisverleihung, Präsentationen, Lesung             | Das Gutbrod                        | Preisverleihung, Literatur, VR, Comic, Interaktiver Roman |
| 22.10  | Doctor Who                                        | Götz Schneyder, Stefan Dinter, Will Brooks, Rebecca Haar                                                   | Live-Zeichnen, Werkschau, Lesung & Expertengespräch | Metropol 2                         | TV-Serie, Literatur, Illustration                         |

### 2018
| Datum       | Programmpunkt                  | Gäste                                                              | Eventart                                | Ort                       | Fokusmedium                     |
| ----------- | ------------------------------ | ------------------------------------------------------------------ | --------------------------------------- | ------------------------- | ------------------------------- |
| 14.10–27.10 | Unseen Westeros Ausstellung    | Marco Wilz, Claudio Pilia, Huan Vu                                 | Ausstellung, Präsentationen             | Das Gutbrod               | TV-Serie, Literatur, Cosplay    |
| 16.10       | Festival-Eröffnung             | Bernhard Hennen, Felix Mertikat, Hanna Wenzel, Stefan Dinter       | Lesung & Live-Sketching, Gespräch       | Stadtbibliothek Stuttgart | Literatur, Illustration         |
| 17.10       | Dr. Jekyll und Mr. Hyde        | Götz Schneyder, Stefan Dinter                                      | Lesung & Live-Zeichnen                  | Merlin                    | Literatur, Illustration         |
| 18.10       | Klingonen                      | Andreas Rauscher, Benjamin Stedler, Bern Perplies                  | Lesung, Vortrag, Gespräch               | Linden-Museum             | Film, TV-Serie, Literatur       |
| 19.10       | Was ist denn hier passiert?    | Till Penzek                                                        | Lesung Workshop                         | Stadtbücherei Degerloch   | Kinderliteratur, Illustration   |
| 20.10.      | Fantastische Wesen             | Till Pencez                                                        | Workshop                                | Stadtbibliothek Stuttgart | Illustration                    |
| 20.10       | Creating the World of Westeros | Christian Ziliken                                                  | Präsentation                            | Metropol 2                | TV-Serie                        |
| 20.10       | Die Toten                      | Stefan Dinter                                                      | Präsentation, Live-Zeichnen             | Wittwer                   | Comic                           |
| 20.10       | H.P.Lovecraft                  | Christian von Aster, Marcel Durer, Gérard Nesper                   | Vortrag, Lesung, Gespräch, Theaterstück | Literaturhaus Stuttgart   | Literatur, Rollenspiel, Theater |
| 21.10       | Abschluss-Veranstaltung        | Luci van Org, Christian von Aster, Sebastian Barwinek, Tobias Frey | Lesung, Konzert                         | Merlin                    | Literatur, Musik                |

### 2019
| Datum  | Programmpunkt                           | Gäste | Eventart                                    | Ort                        | Fokusmedium     |
| ------ | --------------------------------------- | --- | ------------------------------------------- | -------------------------- | --------------- |
| 22.10  | Wie Tolkien die Welt verändert hat      | Helmut W. Pesch (Referent), Barbara Stoll, Timmo Niesner (Sprecher), Stefan Dinter (Zeichner)                                                                                | Vortrag, Lesung mit Live-Zeichnen, Gespräch | Stadtbibliothek, Stuttgart | Literatur       |
| 23.10  | Masters of Virtual Worlds               | Benjamin Rudolf, Christoph Rasulis (VR-Experten) | Impulsreferate, Gespräch, VR-Experience     | Literaturhaus Stuttgart    | Virtual Reality |
| 25.10. | Lucha Libre                             | Marcel Durer (Referent) | Vortrag, Lucha-Libre-Match                  | Linden-Museum              | Wrestling       |
| 26.10. | Markt-unabhängiger Fantasy-Verlag       | Chantal Busse, Isabel Schmier, Götz Schneyder, Mareike Schmidts, Florian Esche (Sprecher)                                                                                    | Markt, Szenische Lesungen                   | Theater Rampe              | Literatur       |
| 26.10. | Misty Mountain Hop / Tolkien DJ-Lecture | Andreas Vogel (Referent) | DJ-Lecture                                  | Theater Rampe              | Musik           |
| 27.10  | Jules Verne: Von der Erde zum Mond      | Claire Barel-Moisan (Referentin), Götz Schneyder (Sprecher), Stefan Dinter (Zeichner)                                                                                        | Lesung mit Live-Zeichnen, Vortrag           | Merlin                     | Literatur       |
| 07.11. | The Expanse                             | James Corey (Daniel Abraham und Ty Franck, Schriftsteller), Hanna Wenzel, Stefan Dinter, Felix Mertikat (Zeichner), Denis Abrahams (Sprecher), Björn Springorum (Moderation) | Gespräch, Lesung mit Live-Sketching-Battle  | Stadtbibliothek Stuttgart  | Literatur       |

## Trivia
Das Dragon-Days-Festival bringt jedes Jahr einen Festivalkatalog mit Interviews, Berichten, und Programmübersicht heraus.
Das Festival hat einen eigens designten Font, der von Nam Huynh stammt.
Seit 2016 sind die Dragon Days auch unter dem Jahr als Veranstalter und Aussteller bei Einzelevents vertreten. So zum Beispiel bei der „Willkommen in Night Vale“-Lesung und der Craig-Thompson-Lesung, auf der ersten Comic Con Stuttgart im Sommer und auf der Frankfurter Buchmesse im Oktober.